# Canton de Toulouse-3
Le canton de Toulouse-3 est une circonscription électorale française de l’arrondissement de Toulouse, situé dans le département de la Haute-Garonne et la région Occitanie.

## Histoire
Le canton de Toulouse-3 a été créé par décret du 16 août 1973 lors du remplacement des cantons de Toulouse-Centre, Toulouse-Nord, Toulouse-Ouest et Toulouse-Sud.
À la suite du redécoupage cantonal de 2014 de la Haute-Garonne, défini par le décret du 13 février 2014, le canton est remanié.

## Représentation

### Représentation de 1973 à 2015
| Période        | Période          | Identité                              | Étiquette    | Qualité                                                                                                 |
| -------------- | ---------------- | ------------------------------------- | ------------ | --- |
| 1973           | 1985             | Alex Raymond                          | PS           | Directeur de sociétés Député de 1973 à 1986 Maire de Colomiers de 1966 à 2001                           |
| 1985           | 2002 (démission) | Jean Diebold                          | RPR          | Ingénieur Député (1986-1988, 1993-1997 et 2002-2007) Maire-adjoint de Toulouse (1983-1993 et 1997-2007) |
| 6 octobre 2002 | 2004             | Monique Diebold (épouse du précédent) | RPR puis UMP | |
| 2004           | 2013 (démission) | Martine Martinel                      | PS           | Professeur d'IUFM Députée (2007-2017)                                                                   |
| 2013           | 2015             | Julien Klotz                          | PS           | Chef de projet Elu en 2015 dans le Canton de Toulouse-1                                                 |

Canton faisant partie de la quatrième circonscription de la Haute-Garonne

### Représentation à partir de 2015
| Période élective | Période élective | Mandat | Mandat   | Identité       | Nuance | Nuance | Qualité |
| ---------------- | ---------------- | ------ | -------- | -------------- | ------ | ------ | --- |
| 2015             | 2021             | 2015   | 2021     | Anne Boyer     |        | PS     | Juriste Vice-Présidente de la Commission Permanente, chargée de la Culture                                                                                            |
| 2015             | 2021             | 2015   | 2021     | Alain Gabrieli |        | PS     | Professeur d'économie et de droit Vice-Président de la Commission Permanente, chargé de l'Action Sociale : Handicap Ancien conseiller général du Canton de Toulouse-5 |
| 2021             | 2028             | 2021   | en cours | Anne Boyer     |        | PS     | Conseillère sortante 14e vice-présidente chargée de la Culture |
| 2021             | 2028             | 2021   | en cours | Alain Gabrieli |        | PS     | Conseiller sortant 11e Vice-président Personnes âgées - Personnes handicapées - Accès aux soins                                                                       |

### Résultats détaillés

#### Élections de mars 2015
À l'issue du 1er tour des élections départementales de 2015, deux binômes sont en ballottage : Anne Boyer et Alain Gabrieli (PS, 33,38 %) et Hélène Costes-Dandurand et Emilion Esnault (DVD, 30,95 %). Le taux de participation est de 44,57 % (13 713 votants sur 30 768 inscrits) contre 52,11 % au niveau départemental et 50,17 % au niveau national.
Au second tour, Anne Boyer et Alain Gabrieli (PS) sont élus avec 56,41 % des suffrages exprimés et un taux de participation de 43,48 % (7 111 voix pour 13 377 votants et 30 768 inscrits).

#### Élections de juin 2021
Le premier tour des élections départementales de 2021 est marqué par un très faible taux de participation (33,26 % au niveau national). Dans le canton de Toulouse-3, ce taux de participation est de 36,45 % (10 238 votants sur 28 087 inscrits) contre 36,67 % au niveau départemental. À l'issue de ce premier tour, deux binômes sont en ballottage : Anne Fanny Boyer et Alain Gabrieli (Union à gauche, 28,36 %) et Kavout Mahy et Jean-Charles Valadier (binôme écologiste, 24,81 %).
Le second tour des élections est marqué une nouvelle fois par une abstention massive équivalente au premier tour. Les taux de participation sont de 34,36 % au niveau national, 36,26 % dans le département et 35,19 % dans le canton de Toulouse-3. Anne Fanny Boyer et Alain Gabrieli (Union à gauche) sont élus avec 54,68 % des suffrages exprimés (4 665 voix pour 9 880 votants et 28 078 inscrits),,. 

## Composition

### Composition de 1973 à 2015
Lors de sa création en 1973, le canton de Toulouse-III se composait de la portion de territoire de la ville de Toulouse déterminée par l'axe des voies ci-après : rocade Ouest, voie ferrée Toulouse—Auch, limite de l'hippodrome de la Cépière, rue Jules-Tellier, rue Vestrepain, rue du Mont-Dore, rue Fieux, voie ferrée Toulouse—Auch, boulevard Déodat-de-Séverac, place de la Croix-de-Pierre (non comprise), et la Garonne.
Quartiers de Toulouse inclus dans le canton :
- Arènes
- Barrière de Bayonne et de Lombez
- Bourrassol
- Casselardit
- Fer à Cheval
- Fontaines
- Fontaine-Lestang
- Patte d'Oie
- Rapas
- Roguet
- Saint-Cyprien

### Composition à partir de 2015
| Nom                              | Code Insee | Intercommunalité   | Superficie (km2) | Population (dernière pop. légale)                 | Densité (hab./km2) | Modifier                                    |
| -------------------------------- | ---------- | ------------------ | ---------------- | ------------------------------------------------- | ------------------ | ------------------------------------------- |
| Toulouse (bureau centralisateur) | 31555      | Toulouse Métropole | 118,30           | Fraction : 51 453 (2022) Commune : 511 684 (2022) | 4 325              | modifier les données · modifier les données |
| Canton de Toulouse-3             | 3117       |                    |                  | 51 453 (2022)                                     |                    | modifier les données                        |

Le nouveau canton de Toulouse-3 comprend la partie de la commune de Toulouse située à l'intérieur d'un périmètre défini par l'axe des voies et limites suivantes : canal de Brienne, boulevard Armand-Duportal, boulevard Lascrosses, rue du Canon-d'Arcole, rue de la Paix, rue Danielle-Casanova, rue de Grèce, avenue Honoré-Serres, avenue des Minimes, avenue Frédéric-Estèbe, avenue des Mazades, rue de Négreneys, boulevard Pierre-et-Marie-Curie, rue Pierre-Cazeneuve, rue Marie-Claire-de-Catellan, ligne de chemin de fer de Brive à Toulouse via Capdenac, rue du Faubourg-Bonnefoy, avenue de Lavaur, rue de Giroussens, chemin Maurice, rue de Périole, rue Saint-Louis, rue Frédéric-Petit, rue Jolimont, rue des Redoutes, avenue Yves-Brunaud, avenue Georges-Pompidou, boulevard de Marengo, pont Pompidou, boulevard de la Gare, rue de la Colombette, rue Maury, place de Damloup, rue Gabriel-Péri, rue des Sept-Troubadours, boulevard Lazare-Carnot, boulevard de Strasbourg, rue d'Alsace-Lorraine, rue de Metz, place Étienne-Esquirol, Pont-Neuf, cours de la Garonne.

## Démographie

### Démographie avant 2015
| 1975 | 1982 | 1990   | 1999   | 2006   | 2011   | 2012   |
| ---- | ---- | ------ | ------ | ------ | ------ | ------ |
| -    | -    | 31 969 | 36 207 | 41 010 | 43 024 | 42 845 |

### Démographie depuis 2015
En 2022, le canton comptait 51 453 habitants, en évolution de −1,35 % par rapport à 2016 (Haute-Garonne : +8,02 %, France hors Mayotte : +2,11 %).
| 2013   | 2018   | 2022   |
| ------ | ------ | ------ |
| 53 031 | 52 129 | 51 453 |